# Shanghai Oriental Pearl
Shanghai Oriental Pearl ist ein chinesisches Medien- und Touristikunternehmen mit Firmensitz in Shanghai. Es handelt sich um eine Aktiengesellschaft, die an der Shanghai Stock Exchange notiert ist. Größter Anteilseigner ist die Volksrepublik China.
Die Gruppe besteht aus 23 Tochtergesellschaften. Am bekanntesten ist die Shanghai Oriental Pearl Tower Broadcasting Co. Ltd. die den Oriental Pearl Tower betreibt. Die Gruppe verfügt über eine Bilanzsumme von 2.974 Milliarden RMB.